# Out of Your Mind
«Out Of Your Mind» es el primer sencillo en solitario de la cantante Pop y ex-Spice Girl Victoria Beckham.

## Sencillo
«Out Of Your Mind» es el debut-single de la ex-Posh Spice, que después de separarse firmó un contrato con Virgin Records UK/EMI, ex-discográfica del grupo.
Victoria Bechkam debutó con este sencillo junto con el grupo Dance True Steppers, con quienes llegó al Número 2 en el Reino Unido, solo superado por el Mega-Hit de Sophie Ellis-Bextor Groovejet (If This Ain't Love), que llegó al #1 en UK.
El sencillo vendió más de 376 000 copias en el Reino Unido, y estuvo en la posición 21 de los sencillos más vendidos del Reino Unido.

## Versiones y remixes
- «Out Of Your Mind» [10 Below Dub] - 4:25
- «Out Of Your Mind» [10 Below vs X-Men Vocal Mix] - 4:12
- «Out Of Your Mind» [10 Below vs X-Men Vocal Radio Edit] - 3:47
- «Out Of Your Mind» [10 Degrees Below Full Vocal] - 4:14
- «Out Of Your Mind» [12" Mix] - 5:02
- «Out Of Your Mind» [Radio Edit] - 3:27
- «Out Of Your Mind» [RIP Club Mix with Guitar] - 7:01
- «Out Of Your Mind» [RIP Club Vocal Mix] - 7:01
- «Out Of Your Mind» [RIP Dub] - 5:46
- «Out Of Your Mind» [RIP Vocal Edit] - 3:52
- «Out Of Your Mind» [Truesteppers Original] - 5:06

## Formatos
| UK CD |                                                  |          |  |
| N.º   | Título                                           | Duración |  |
| 1.    | «Out Of Your Mind» (Radio Edit)                  | 03:27    |  |
| 2.    | «Out Of Your Mind» (10 Below vs X-Men Vocal Mix) | 04:12    |  |
| 3.    | «Out Of Your Mind» (10 Below Dub)                | 04:25    |  |

| European 2-Track CD |                                                  |          |  |
| N.º                 | Título                                           | Duración |  |
| 1.                  | «Out Of Your Mind» (Radio Edit)                  | 03:27    |  |
| 2.                  | «Out Of Your Mind» (10 Below vs X-Men Vocal Mix) | 04:12    |  |

| 12" Versions |                                                  |          |  |
| N.º          | Título                                           | Duración |  |
| 1.           | «Out Of Your Mind» (12" Mix)                     | 05:02    |  |
| 2.           | «Out Of Your Mind» (10 Below vs X-Men Vocal Mix) | 04:12    |  |
| 3.           | «Out Of Your Mind» (10 Below Dub)                | 04:25    |  |

## Posicionamiento
| Listas                   | Posición | Ventas  |
| ------------------------ | -------- | ------- |
| UK Singles Chart         | 2        | 376 000 |
| Australian Singles Chart | 27       | 77 880  |

- Datos: Q1133542